# 于瑩瑩
于莹莹（1989年5月5日—），生於黑龍江省哈爾濱市，中國女演員。畢業於上海戲劇學院表演系。2011年因演出新還珠格格中的「明月」一角而廣為觀眾所知。

## 作品

### 電視劇
| 年度   | 剧名                | 角色   | 备注 |
| ------ | ------------------- | ------ | ---- |
| 2009年 | 《刁蠻嬌妻蘇小妹》  | 冰冰   |      |
| 2011年 | 《划拳》            | 羅玲   |      |
| 2012年 | 《長白山下我的家》  | 陳靜   |      |
| 2011年 | 《還珠格格》        | 明月   |      |
| 2014年 | 《隋唐英雄 3 & 4 》 | 武媚娘 |      |
| 2016年 | 《思美人》          | 青儿   |      |

### 廣告
- 《MINA》時尚雜誌模特

## 外部連結
- 于莹莹的微博